# Барлоу (град, Орегон)
Барлоу (на английски: Barlow) е град в окръг Клакамас, щата Орегон, САЩ. Барлоу е с население от 140 жители (2000) и обща площ от 0,2 km². Намира се на 30,78 m надморска височина. ЗИП кодът му е 97013, а телефонният му код е 503.